# Open 6ème Sens Métropole de Lyon 2023
L'Open 6ème Sens Métropole de Lyon 2023 è un torneo di tennis giocato sul cemento indoor. È la 4ª edizione del torneo facente parte della categoria WTA 250 nell'ambito del WTA Tour 2023. Si gioca al Palais des Sports de Gerland di Lione, in Francia, dal 28 gennaio al 5 febbraio 2023.

## Partecipanti al singolare

### Teste di serie
| Nazionalità | Giocatrice          | Ranking* | Testa di serie |
| ----------- | ------------------- | -------- | -------------- |
| Francia     | Caroline Garcia     | 4        | 1              |
| Cina        | Zhang Shuai         | 22       | 2              |
| Francia     | Alizé Cornet        | 34       | 3              |
| Croazia     | Petra Martić        | 37       | 4              |
|             | Anastasija Potapova | 44       | 5              |
| Egitto      | Mayar Sherif        | 54       | 6              |
| Montenegro  | Danka Kovinić       | 55       | 7              |
|             | Anna Blinkova       | 60       | 8              |

* Ranking al 16 gennaio 2023.

### Altre partecipanti
Le seguenti giocatrici hanno ricevuto una wild card per il tabellone principale:
- Clara Burel
- Kristina Mladenovic
- Garbiñe Muguruza

Le seguenti giocatrici sono passate dalle qualificazioni:

- Ėrika Andreeva
- Marina Bassols Ribera
- Olga Danilović
- Ana Konjuh
- Rebeka Masarova
- Linda Nosková

### Ritiri
Prima del torneo
- Sorana Cîrstea → sostituita da  Alycia Parks
- Anhelina Kalinina → sostituita da  Camila Osorio
- Ljudmila Samsonova → sostituita da  Viktorija Golubic
- Jil Teichmann → sostituita da  Tamara Korpatsch
- Martina Trevisan → sostituita da  Maryna Zanevs'ka
- Donna Vekić → sostituita da  Julia Grabher

## Partecipanti al doppio

### Teste di serie
| Nazionalità | Giocatrice        | Nazionalità | Giocatrice        | Ranking1 | Testa di serie |
| ----------- | ----------------- | ----------- | ----------------- | -------- | -------------- |
| Stati Uniti | Alycia Parks      | Cina        | Zhang Shuai       | 93       | 1              |
| Ucraina     | Nadiia Kičenok    | Giappone    | Makoto Ninomiya   | 123      | 2              |
| Regno Unito | Alicia Barnett    | Georgia     | Natela Dzalamidze | 127      | 3              |
| Svizzera    | Viktorija Golubic | Russia      | Monica Niculescu  | 147      | 4              |

* Ranking al 16 gennaio 2023.

### Altre partecipanti
Le seguenti coppie di giocatrici hanno ricevuto una wild card per il tabellone principale:
- Madison Brengle /  Amandine Hesse
- Alëna Fomina-Klotz /  Elsa Jacquemot

### Ritiri
Prima del torneo
- Anastasia Dețiuc /  Oksana Kalašnikova → sostituite da  Anastasia Dețiuc /  Jesika Malečková
- Miriam Kolodziejová /  Viktória Kužmová → sostituite da  Jessika Ponchet /  Renata Voráčová

## Punti
| Evento    | V   | F   | SF  | QF | 2T   | 1T | Q    | Q2   | Q1   |
| Singolare | 280 | 180 | 110 | 60 | 30   | 1  | 18   | 12   | 1    |
| Doppio    | 280 | 180 | 110 | 60 | N.D. | 1  | N.D. | N.D. | N.D. |

## Campioni

### Singolare
Alycia Parks ha sconfitto in finale  Caroline Garcia con il punteggio di 7-6(7), 7-5.
• È il terzo titolo in carriera per Parks, il primo in stagione.

### Doppio
Cristina Bucșa /  Bibiane Schoofs hanno sconfitto in finale  Olga Danilović /  Aleksandra Panova con il punteggio di 7-6(5), 6-3.